# Дандерюд
Дандерюд (швед. Danderyd) — коммуна в Швеции.

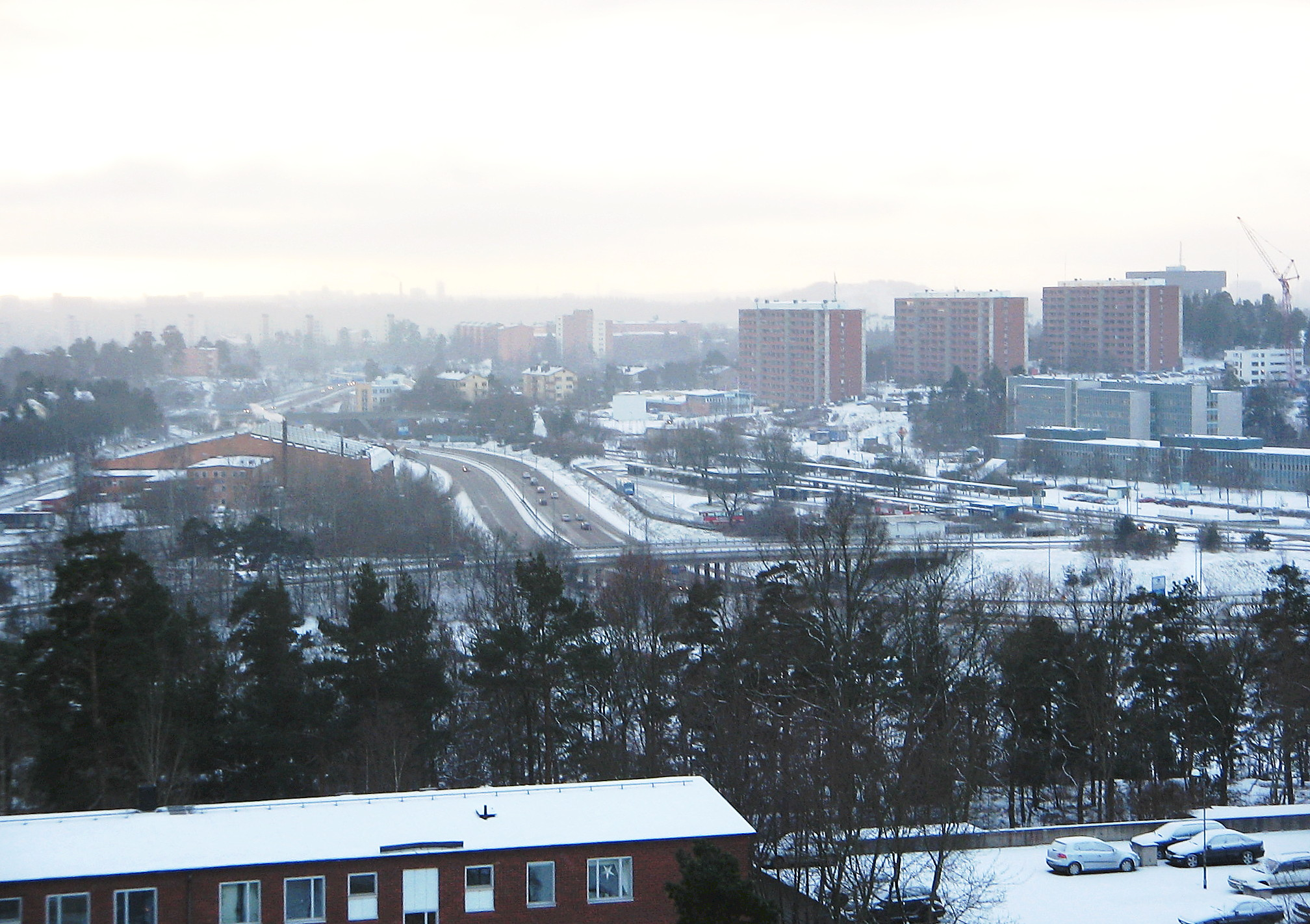

Коммуна Дандерюд находится в восточной Швеции и административно входит в лен Стокгольм. Южная её часть граничит с северными кварталами шведской столицы. Ранее её территория входила в историческую провинцию Уппланд. Образована коммуна была в 1971 году при объединении двух коммун Дандерюдс-чёпинг и Юрсхольм. В настоящее время она состоит из четырёх районов: Дандерюд, Дюрсхольм, Энебюберг и Стоксунд.
Дандерюд является коммуной с наиболее высокими доходами местных жителей в Швеции, так как здесь осели многие богатые стокгольмцы, имеющие на территории Дандерюда свои дома и виллы. Политически обитатели коммуны в течение многих лет поддерживают Умеренную коалиционную партию.

## Персоналии
- Эйнхорн, Ежи (1925—2000) — шведский учёный, врач, политик.
- Беньямин Ингроссо (род. 1997) — шведский певец, представитель Швеции на Евровидении-2018.
- Мари Фредрикссон (1958—2019) — шведская певица, композитор, автор песен, пианистка, художник. Приобрела известность как вокалистка поп-рок группы Roxette, которую основала совместно с Пером Гессле в 1986 году.